# 1909 au Canada
Pour un article plus général, voir Chronologie du Canada.
Cet article traite des événements qui se sont produits durant l'année 1909 au Canada.

## Événements
- Fondation de Saint-Rédempteur sur la rive-sud de Québec.

### Politique
- 11 janvier : Traité des eaux limitrophes entre le Canada et les États-Unis.
- 20 janvier : ouverture de la 11e législature du Canada.
- 22 mars : élection générale albertaine de 1909. Alexander Cameron Rutherford est réélu premier ministre.

### Justice
- Fondation de la Police provinciale de l'Ontario.

### Sport

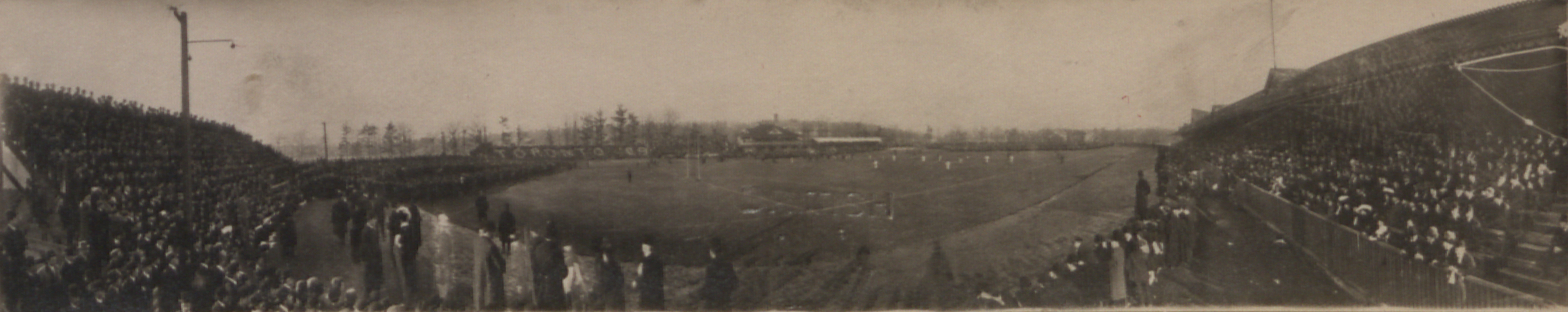
Premier match de football pour l'obtention de la coupe Grey

#### Hockey
- Les Sénateurs d'Ottawa remportent la coupe Stanley.
- 4 décembre : fondation du club de hockey sur glace des Canadiens de Montréal.
- 21 décembre : fondation de l'Association nationale de hockey.

#### Football
- La première de la coupe Grey au Rosedale Field à Toronto, elle oppose les Varsity Blues de Toronto et le Toronto Parkdale. Les Varsity Blues remporteront la coupe.

#### Autres
- Première partie de balai-ballon sur glace documentée en Saskatchewan.

### Économie
- Fondation de la compagnie minière et ensuite de presse écrite Hollinger Inc.

### Science

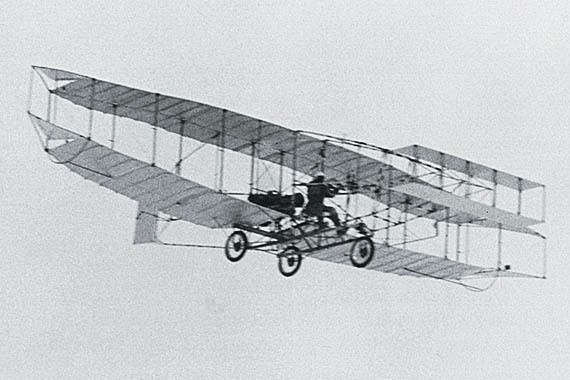
AEA Silver Dart

- 23 février : John McCurdy pilote le AEA Silver Dart qui est le premier aéroplane à voler dans le ciel canadien.
- Charles Doolittle Walcott découvre les Schistes de Burgess au Mont Burgess en Colombie-Britannique. Il y découvre une grande quantité de fossiles de l'ère du Cambrien.

### Culture
- Les rayons du Nord de William Chapman

### Religion
- 19 septembre : ouverture du concile plénier de Québec[1].

## Naissances
- 22 mars : Gabrielle Roy, écrivaine  († 1983).
- 6 avril : George Isaac Smith, premier ministre de la Nouvelle-Écosse.
- 8 mai : Samuel Boulanger, homme politique fédéral provenant du Québec.
- 29 mai : Red Horner, joueur de hockey sur glace.
- 23 juin : David Lewis, chef du parti néo-démocrate.
- 15 août : Maurice Breton, avocat et homme politique fédéral provenant du Québec.
- 18 août : Gérard Filion, directeur du journal Le Devoir.
- 25 août : Ruby Keeler, actrice.
- 19 octobre : Robert Beatty, acteur.
- 3 novembre : Russell Paulley, chef du Nouveau Parti démocratique du Manitoba.
- 8 décembre : Gratien Gélinas, comédien.

## Décès
- 5 mai : Daniel Lionel Hanington, premier ministre du Nouveau-Brunswick.
- 12 mai : Michel Auger, politicien québécois.
- 5 juin : Joseph-Thomas Duhamel, premier archevêque d'Ottawa.
- 7 octobre : William Thomas Pipes, premier ministre de la Nouvelle-Écosse.
- 27 octobre : James William Bain, homme politique fédéral provenant du Québec.
- 14 novembre : Joshua Slocum, navigateur.
- 17 décembre : George Cox, maire d'Ottawa.